# Шрифт Ga Maamli
Шрифт Ga Maamli — це цифровий шрифт з великими літерами, намальований від руки, створений під впливом мистецтва спільнот Га, таких як Джеймстаун, Чоркор і Нунгуа.. Він був створений Afotey Clement Nii Odai, Ama Diaka, David Abbey-Thompson і опублікований для Google Fonts під ліцензією SIL Open Font License.

## Фон
Шрифт Ga Maamli відтворює стиль історичних рукописних плакатів, знайдених у жвавих прибережних районах Аккри. Ці шрифти використовувалися для створення рекламних плакатів для вечірок, боксерських боїв та концертів.